# Reichssportblatt
Das Reichssportblatt war eine deutsche Sportzeitschrift, die von 1934 bis 1943 erschien.
Es diente als amtliches Organ des Reichssportführers und des Deutschen Reichsbundes für Leibesübungen.